# Mahō no Star Magical Emi
Mahō no Star Magical Emi (魔法のスターマジカルエミ, Mahō no Sutā Majikaru Emi, lit. "Estrela Mágica - A Mágica Emi") é uma série de animé do género Garota mágica, produzida pelo Studio Pierrot. O manga foi escrito por Kiyoko Arai.

## Enredo
Mai Kozuki é de uma família de mágicos. Seus avós são líderes de uma trupe, O Quilate Mágico, e sua filha — a mãe de Mai — estreou com eles. Naturalmente, Mai quer se tornar uma mágica por si mesma, assim como sua heroína, a lendária fabulosa Emily Howell. Infelizmente, ela ainda é uma menina, por isso é muito desajeitada e insegura.
Um dia, enquanto ajuda seu avô a remover algumas coisas, Mai vê uma luz no estranho espelho em forma de coração e logo essa luz se transforma numa fada com o nome de Topo. Ela assume o corpo de seu brinquedo favorito, um esquilo voador de peluche (ou pelúcia), e explica que ela deve dar magia para quem puder vê-la. Ela dá-lhe uma pulseira com os símbolos dos quatro naipes (Paus, Copas, Ouros e Espadas), que produz uma varinha mágica. Acenando a varinha, Mai torna-se a mágica Emi, uma mágica adolescente. Ela estreia no espetáculo de seus avós, e usa a magia para ajudar e resolver problemas. Mas no final do dia, ela quer se tornar uma mágica por conta própria.

## Personagens
Família Nakamori
- Jouji Yanami como Yousuke Nakamori
- Mine Atsuko como Haruko Nakamori

Trupe do Quilate Mágico
- Yū Mizushima como Shou Yuuki
- Maya Okamoto como Yukiko Hirota
- Sukekiyo Kameyama como Akira Matsuo
- Kameyama Sukekiyo como Susumi Siozawa
- Naoki Tatsuta como Topo

Família Kazuki
- Aoki Nana como Youko Kazuki
- Rokuro Naya como Junichi Kazuki
- Yoko Obata como Mai Kazuki, Magical Emi
- Yūko Mita como Misaki Kazuki

Família Koganei
- Shigeru Chiba como Madoka Kokubunji
- Daisuke Gouri como Shigeru Koganei
- Kazue Ikura como Musashi Koganei
- Kazuki Junichi como Naya, Rokurou
- Shinya Ohtaki como Akira